# Eublemma eupethecica
Eublemma eupethecica là một loài bướm đêm trong họ Erebidae.